# Franz Holzweber
Franz Holzweber (* 20. November 1904 in Wien; † 31. Juli 1934 ebenda hingerichtet) war ein österreichischer Nationalsozialist und Putschist. Dem Urteil des Militärgerichtes zufolge war er beim Juli-Putsch am 25. Juli 1934 einer der hauptverantwortlichen Anführer.  

## Leben
Holzweber war gelernter Elektrotechniker, evangelischer Konfession, verheiratet und hatte ein dreijähriges Kind. Seinen Hauptwohnsitz hatte er zum Zeitpunkt des Juli-Putsches in Mauer. 
Er diente von 1931 bis 1933 als Wachtmeister im österreichischen Bundesheer und trat am 8. Oktober 1930 der NSDAP bei (Mitgliedsnummer 300.248).
Mit dem Decknamen „Hauptmann Friedrich“ war Holzweber ein Anführer der Putschisten im Bundeskanzleramt am Tag des Juli-Putsches am 25. Juli 1934. Wegen seiner Teilnahme an diesem gescheiterten nationalsozialistischen Umsturzversuch in Österreich und der Beteiligung an der Tötung des Bundeskanzlers Engelbert Dollfuß wurde er durch ein Militärgericht zum Tode verurteilt und wie Otto Planetta am 31. Juli im Wiener Landesgericht durch den Scharfrichter Johann Lang am Würgegalgen hingerichtet. Auf Anweisung des Gerichtes wurde Holzweber als Erster gehängt. Die Leichen wurden nicht den Angehörigen übergeben, sondern in der Feuerhalle Simmering eingeäschert. Holzwebers Asche wurde später auf dem Friedhof Mauer (Gruppe 46A, Nr. 125) bestattet.

## Glorifizierung im NS-Staat

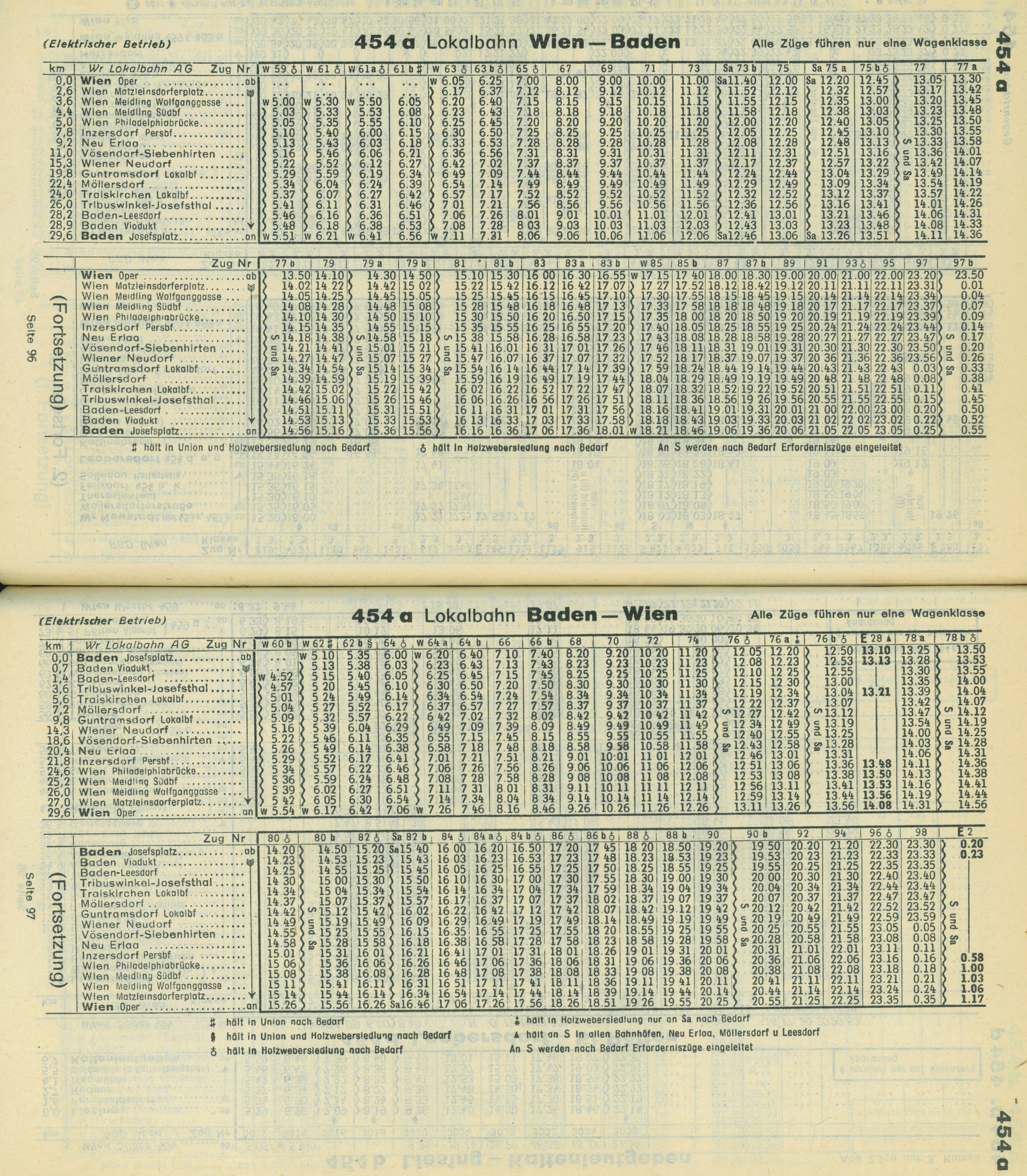
Fahrplan der Badner Bahn 1941 mit dem Haltepunkt „Holzwebersiedlung“ nach Bedarf

Nach dem Anschluss Österreichs 1938 an das Deutsche Reich wurden in mehreren Städten Straßen nach ihm umbenannt. Darunter befanden sich u. a. Berlin und Dresden. Auch die SS-Standarte 89 wurde nach ihm benannt. In Guntramsdorf im Süden von Wien entstand eine Siedlung, die den Namen „Holzwebersiedlung“ erhielt und die einen Haltepunkt an der Strecke der Badner Bahn hatte.